# Cursed Mountain
Cursed Mountain é um jogo de survival horror e aventura em desenvolvimento para o Wii e PC pela Sproing Interactive com colaboração e publicação da Deep Silver Vienna. Está marcado para lançamento em 2009.

## O jogo
O jogo se passa durante os anos 80 no Himalaia. O jogador controla um alpinista que está a procura de seu irmão perdido. Os espíritos das pessoas que morreram na região estão presas na montanha.

## Ligações Externas
- Site Oficial